# Primera categoria del Campionat de Catalunya de futbol 1918-1919
Resultats de la lliga de Primera categoria del Campionat de Catalunya de futbol 1918-1919.

## Sistema de competició
La temporada 1918-19 la Primera Categoria A mantingué el format de la temporada anterior. La disputaren 6 equips, enfrontant-se a doble volta, tots contra tots com a locals i com a visitants. Poc abans de començar el campionat s'efectuà el sorteig de partits.

## Classificació final
| Pos | Equip                   | PJ | PG | PE | PP | GF | GC | DG  | Pts | Classificació |
| --- | ----------------------- | -- | -- | -- | -- | -- | -- | --- | --- | ------------- |
| 1   | FC Barcelona (C)        | 10 | 8  | 1  | 1  | 31 | 6  | +25 | 17  | Campió        |
| 2   | RCD Espanyol            | 10 | 7  | 1  | 2  | 15 | 5  | +10 | 15  |               |
| 3   | FC Espanya              | 10 | 6  | 1  | 3  | 17 | 9  | +8  | 13  | (Nota)        |
| 4   | FC Internacional        | 10 | 4  | 1  | 5  | 13 | 14 | −1  | 9   |               |
| 5   | CS Sabadell             | 10 | 2  | 0  | 8  | 5  | 22 | −17 | 4   |               |
| 6   | Atlètic de Sabadell (R) | 10 | 1  | 0  | 9  | 5  | 30 | −25 | 2   | Promoció      |

El FC Barcelona es proclamà campió. L'Atlètic de Sabadell va haver de disputar la promoció de descens amb el primer de la sèrie B, l'Europa.

## Resultats
| Primera volta | Primera volta | Primera volta              | Primera volta |
| Jornada       | Data          | Local - Visitant           | Resultat      |
| ------------- | ------------- | -------------------------- | ------------- |
| 1             | 20-10-1918    | Espanya - Internacional    | 1-1           |
| 1             | 20-10-1918    | Espanyol - Atlètic S.      | 1-0           |
| 1             | 20-10-1918    | Sabadell - Barcelona       | 0-2           |
| 2             | 27-10-1918    | Espanyol - Barcelona       | 4-1           |
| 2             | 27-10-1918    | Internacional - Sabadell   | 3-0           |
| 2             | 27-10-1918    | Atlètic S. - Espanya       | 1-4           |
| 3             | 10-11-1918    | Barcelona - Atlètic S.     | 8-0           |
| 3             | 10-11-1918    | Espanyol - Internacional   | 1-0           |
| 3             | 10-11-1918    | Sabadell - Espanya         | 0-2           |
| 4             | 24-11-1918    | Espanya - Barcelona        | 0-2           |
| 4             | 24-11-1918    | Sabadell - Espanyol        | 0-2           |
| 4             | 24-11-1918    | Internacional - Atlètic S. | 3-0           |
| 5             | 01-12-1918    | Espanyol - Espanya         | 0-1           |
| 5             | 01-12-1918    | Internacional - Barcelona  | 1-5           |
| 5             | 01-12-1918    | Sabadell - Atlètic S.      | 0-2           |
|               |               |                            |               |

| Segona volta | Segona volta | Segona volta               | Segona volta |
| Jornada      | Data         | Local - Visitant           | Resultat     |
| ------------ | ------------ | -------------------------- | ------------ |
| 6            | 08-12-1918   | Internacional - Espanya    | 1-2          |
| 6            | 08-12-1918   | Atlètic S. - Espanyol      | 1-2          |
| 6            | 08-12-1918   | Barcelona - Sabadell       | 4-0          |
| 7            | 22-12-1918   | Barcelona - Espanyol       | 0-0          |
| 7            | 22-12-1918   | Sabadell - Internacional   | 3-1          |
| 7            | 22-12-1918   | Espanya - Atlètic S.       | 4-1          |
| 8            | 12-01-1919   | Atlètic S. - Barcelona     | 0-5          |
| 8            | 12-01-1919   | Internacional - Espanyol   | 2-1          |
| 8            | 12-01-1919   | Espanya - Sabadell         | 2-0          |
| 9            | 19-01-1919   | Barcelona - Espanya        | 3-1          |
| 9            | 19-01-1919   | Espanyol - Sabadell        | 4-0          |
| 9            | 19-01-1918   | Atlètic S. - Internacional | 0-1          |
| 10           | 26-01-1919   | Espanya - Espanyol         | (n/d)        |
| 10           | 26-01-1919   | Barcelona - Internacional  | 1-0          |
| 10           | 26-01-1929   | Atlètic S. - Sabadell      | 0-2          |
|              |              |                            |              |

## Golejadors
| Gols |                   |                  |
| ---- | ----------------- | ---------------- |
| 9    | Paulino Alcántara | FC Barcelona     |
| 9    | Vicenç Martínez   | FC Barcelona     |
| 7    | Emili Sagi-Barba  | FC Barcelona     |
| 5    | Lakatos           | FC Barcelona     |
| 4    | Agustí Cruella    | FC Espanya       |
| 4    | Climent Gràcia    | RCD Espanyol     |
| 4    | Josep Julià       | RCD Espanyol     |
| 3    | José Millán       | FC Internacional |
|      |                   |                  |

Notes
- Segons la premsa de l'època que es consulti els golejadors poden variar i en alguns casos poden no ser esmentats, per la qual cosa la classificació pot contenir errors.

## Promoció de descens
L'Europa i l'Atlètic de Sabadell disputaren la promoció per una plaça a la Primera a la següent temporada. El club gracienc vencé en els dos partits i assolí l'ascens, mentre que l'Atlètic baixà a Primera B.
| Atlètic FC de Sabadell | 1 - 6  | CE Europa               |
| ---------------------- | ------ | ----------------------- |
| penal                  | [ 34 ] | penal · Nogués · Alegre |

| Atlètic FC de Sabadell | 1 - 4  | CE Europa                   |
| ---------------------- | ------ | --------------------------- |
| Mateu                  | [ 35 ] | Nogués · Alcázar · Pelaó II |